# Línea 513 (Santiago de Chile)
La Línea 513 de la Red Metropolitana de Movilidad une El Montijo de Cerro Navia con Río Claro de Peñalolén, recorriendo toda la Avenida Matucana.
La 513 es uno de los recorridos principales del sector poniente de Cerro Navia, así como también de acceso a la Avenida La Estrella y el centro cívico de la comuna de Peñalolén, acercándolos en su paso, también a la Avenida Libertador Bernardo O'Higgins y la Avenida Providencia, y a través de la Avenida Diagonal Las Torres.
Forma parte de la UN 5, operada por Metbus, correspondiéndole el color turquesa a sus buses.

## Flota
El servicio 513 es operado principalmente con máquinas de 12 metros, con chasís Mercedes Benz O500U carrozadas por Caio Induscar (Mondego H), los cuales tienen capacidad de 90 personas. En ciertos horarios de mayor afluencia de público, se incorporan buses articulados de 18 metros con capacidad de 140 personas, cuyo chasis es Mercedes Benz O500UA y fueron carrozados por Caio Induscar (Mondego HA).
En la actualidad, en este recorrido también se pueden ver buses del estándar RED en donde se pueden presenciar máquinas de 12 metros, con chasís Mercedes Benz O500U BlueTec 6 carrozadas por Marcopolo (Torino Low Entry) en su versión rígida y también la versión articulada de estos con capacidad de 140 personas, cuyo chasis es Mercedes Benz O500UA BlueTec 6 y fueron carrozados por Marcopolo (Torino Low Entry).[cita requerida]

## Historia
La línea 513 fue concebida como una de las principales rutas del plan original de Transantiago, al cruzar la ciudad de punta a punta. Su preponderancia aumenta al ser la línea que se sobrepone a la mayoría del trazado de la línea 1 del Metro de Santiago, la principal de la red del ferrocarril metropolitano.
El 17 de enero de 2015 el servicio 513 modifica su ruta ingresando a la Alameda desde Matucana hasta Plaza Italia, dejando de circular por los ejes Compañía - Merced y Santo Domingo - Rosas. Con esta modificación, el recorrido paso de denominarse 513 Costanera Sur - José Arrieta por El Montijo - José Arrieta.
El 24 de octubre de 2015 el servicio 513 deja de circular por Avenida Salvador, empezando a circular por Avenida Vicuña Mackenna en ambos sentidos.
El 2 de julio de 2016 el servicio 513 pasó a operar las 24 horas de lunes a domingo, absorbiendo la operación nocturna del recorrido 505.
El 5 de diciembre de 2016 comenzó a circular la variante 513v que unía el Hospital Salvador con la Avenida José Arrieta. Posteriormente, la variante fue eliminada y absorbida por el 513 el 8 de julio de 2019.

## Trazado

### 513 El Montijo - José Arrieta
| - Comuna de Cerro Navia - Av. Serrano - Av. La Estrella - Costanera Sur - Carrascal - Comuna de Quinta Normal - Carrascal - Joaquín Walker Martínez - Coronel Robles - Av. San Pablo - Av. Matucana - Comuna de Santiago - Erasmo Escala - Esperanza - Av. Libertador Bernardo O'Higgins - Ramón Corvalán Melgarejo - Barón Pierre de Coubertin - Av. Vicuña Mackenna - Comuna de Ñuñoa - Av. Irarrazaval - Av. Américo Vespucio - Comuna de Peñalolén - Av. José Arrieta - Diagonal Las Torres - Los Baqueanos - Río Claro | - Comuna de Peñalolén - Río Claro - Los Baqueanos - Diagonal Las Torres - José Arrieta - Comuna de Ñuñoa - Av. Américo Vespucio - Av. Ossa - Av. Irarrázaval - Comuna de Santiago - Av. Vicuña Mackenna - Av. Libertador Bernardo O'Higgins - Comuna de Santiago - Av. Matucana - Comuna de Quinta Normal - Av. Matucana - Andes - Coronel Robles - Joaquín Walker Martínez - Juan Castellón - Augusto Matte - Carrascal - Comuna de Cerro Navia - Costanera Sur - Terminal "Pimientos" de Metbus - Av. La Estrella |

### 513v Hospital Salvador - José Arrieta
| - Comuna de Providencia - Av. Bustamante - Comuna de Ñuñoa - Av. Dublé Almeyda - Av. Américo Vespucio - Comuna de Peñalolén - Av. José Arrieta - Río Claro - Valle Hermoso | - Comuna de Peñalolén - Río Claro - Av. José Arrieta - Comuna de Ñuñoa - Javiera Carrera - Av. Larrain - Av. Irarrázaval - Comuna de Providencia - Av. Seminario - Av. Providencia - Hospital Salvador |

## Puntos de Interés
- Población El Montijo
- Parque Mapocho Poniente
- Complejo Educacional Cerro Navia
- Metro Gruta de Lourdes
- Instituto Nacional Barros Arana
- Hospital San Juan de Dios
- Plaza Brasil
- Museo La Merced
- Lider Express Merced
- Plaza Baquedano
- Metro Baquedano
- Metro Irarrázaval
- Metro Monseñor Eyzaguirre
- Metro Ñuñoa
- Metro Chile España
- Plaza Ñuñoa
- Metro Villa Frei
- Metro Plaza Egaña
- Instituto Nacional de Rehabilitación Infantil
- Centro Médico Militar Cordillera